# Christian II. (Sachsen-Merseburg)
Christian II. von Sachsen-Merseburg (* 19. November 1653 in Merseburg; † 20. Oktober 1694 ebenda) war Angehöriger einer Seitenlinie der albertinischen Wettiner und zweiter Herzog des kursächsischen Sekundogeniturfürstentums Sachsen-Merseburg. Zur Unterscheidung von seinem Vater wird er auch Christian der Jüngere oder Christian der Andere genannt.

## Familie
Christian war der zweite Sohn des Herzogs Christian I. von Sachsen-Merseburg und dessen Gemahlin Christiana, einer Tochter des Herzogs Philipp von Schleswig-Holstein-Sonderburg-Glücksburg.

## Leben

### Regierung im Merseburger Fürstentum
Der Tod seines älteren Bruders Erbprinz Johann Georg machte ihn 1654 zum Erben des Merseburger Herzogtums, dessen Thron er 37-jährig mit dem Tode seines Vaters am 18. Oktober 1691 bestieg.
In seiner nur drei Jahre währenden Regierung im Fürstentum gelang es ihm kaum Spuren zu hinterlassen. Er ist heute gemeinsam mit seiner Gemahlin auf einem der Obelisken im Garten von Schloss Merseburg verewigt.

### Schwieriges Verhältnis zu Kursachsen
Der bereits unter seinem Vater und Vorgänger anschwelende Konflikt mit den kursächsischen Vettern um die Unterstellung von Landsassen und anderen Rechten mündete in der Regierungszeit Christians II. schließlich sogar in die kurzweilige Besetzung Merseburgs durch kursächsische Truppen.

### Tod und Bestattung
Herzog Christian II. starb bereits am 20. Oktober 1694 40-jährig und wurde in einem Zinnprunksarg in der Fürstengruft des Merseburger Doms beigesetzt. Ihm folgten nacheinander seine beiden Söhne Christian III. Moritz und Moritz Wilhelm auf den Thron. Die Administration für die noch unmündigen Fürsten führte Friedrich August I. von Sachsen, die Vormundschaft hielt Christians einflussreiche Witwe Erdmuth Dorothea von Sachsen-Zeitz.

## Ehe und Nachkommen
Seine einzige Ehe schloss er am 14. Oktober 1679 auf Schloss Moritzburg in Zeitz mit Herzogin Erdmuth Dorothea von Sachsen-Zeitz, der Tochter des Herzogs Moritz von Sachsen-Zeitz aus dessen Ehe mit Dorothea Maria von Sachsen-Weimar.
Mit seiner Gemahlin hatte er folgende Kinder:
- Christian III. Moritz (* 7. November 1680 in Merseburg; † 14. November 1694 in Merseburg), Herzog von Sachsen-Merseburg
- Johann Wilhelm (* 11. Oktober 1681 in Merseburg; † 29. Mai 1685 in Merseburg), Prinz von Sachsen-Merseburg
- August Friedrich (* 10. März 1684 in Delitzsch; † 13. August 1685 in Merseburg), Prinz von Sachsen-Merseburg
- Philipp Ludwig (* 3. November 1686 in Merseburg; † 9. Juni 1688 in Merseburg), Prinz von Sachsen-Merseburg
- Moritz Wilhelm (* 5. Februar 1688 in Merseburg; † 21. April 1731 in Merseburg), Herzog von Sachsen-Merseburg ⚭ Henriette Charlotte von Nassau-Idstein
- Friedrich Erdmann (* 20. September 1691 in Merseburg; † 2. Juni 1714 in Köthen), Erbprinz von Sachsen-Merseburg ⚭ Eleonore Wilhelmine von Anhalt-Köthen
- Christiane Eleonore Dorothea (* 6. November 1692 in Merseburg; † 30. März 1693 in Merseburg), Prinzessin von Sachsen-Merseburg